# Photis kurilica
Photis kurilica är en kräftdjursart som beskrevs av Gurjanova 1955. Photis kurilica ingår i släktet Photis och familjen Isaeidae. Inga underarter finns listade i Catalogue of Life.